# Tommy Browell
Thomas Browell, detto Tommy (Walbottle, 19 ottobre 1892 – Blackpool, 5 ottobre 1955), è stato un calciatore inglese, di ruolo attaccante.

## Biografia
Il più piccolo del trio dei fratelli Browell, tutti calciatori, era chiaramente il più talentuoso. Dopo il suo ritiro dal mondo del calcio, Browell lavorò come conducente di tram a Blackpool. Morì nella città all'età di 62 anni. Gli è stata dedicata una via, Tommy Browell Close, situata a Manchester, vicino all'ex stadio del City, Maine Road.

## Caratteristiche tecniche

### Giocatore
Attaccante profilico, giocava nel ruolo di punta centrale. Veniva soprannominato "Boy" ("ragazzo").

## Carriera

### Giocatore

#### Gli inizi, Hull City
Dopo aver giocato nel Newburn, nella Northern Alliance, e nello Shildon Athletic, nella North Eastern League, nell'agosto del 1910 Browell si unisce all'Hull City, in Second Division. Ottiene la sua prima presenza a settembre, non ancora maggiorenne. A ottobre, al suo debutto da titolare, realizza una tripletta contro lo Stockport County a soli 18 anni. Un giornale scrive "10 men and a boy beat Stockport" ("10 uomini e un ragazzo battono lo Stockport"); da lì viene il soprannome che si porterà poi per tutta la carriera. Dopo una stagione di alti e bassi (in cui mette comunque a segno 32 reti) viene confermato il centravanti titolare dei Tigers.

#### Everton
Nel dicembre del 1911 passa all'Everton, in First Division, per un totale di 1650 sterline. Pur giocando solo metà stagione con i Toffees, è il miglior marcatore del club nell'annata 1911-1912 (12 goal nella massima serie e 7 in FA Cup). Nel campionato successivo si riconferma capocannoniere stagionale della squadra con 16 reti messe a segno tra tutte le competizioni.

#### Manchester City
Nell'ottobre del 1913 viene acquistato dal Manchester City per 1780 sterline; segna al debutto nella sconfitta per 2-1 contro il The Wednesday. Mette a segno 14 reti tra tutte le competizioni. Salta poi gran parte della stagione 1914-1915, nella quale disputa solo 12 partite. Dopo l'interruzione di tutti i tornei per via della prima guerra mondiale, nel 1919 Browell e il suo compagno Horace Barnes possono finalmente esprimere il loro talento insieme e formano una delle coppie d'attacco più temute del tempo. Boy mette a segno 22 reti nella stagione 1919-1920, 32 nella 1920-1921 (con il City che finì secondo in First Division) e 26 nella 1921-1922. Nel periodo successivo non è più un perno della squadra e segna 17 goal tra il 1922 e il 1925. Nell'annata 1925-1926 torna titolare, realizza 28 reti e raggiunge con il club la finale di FA Cup, persa a Wembley 0-1 contro il Bolton. Allo stesso tempo, tuttavia, i Citizens non riescono ad evitare la retrocessione in Second Division.

#### Blackpool e ritiro
Dopo quasi 13 anni a Manchester, Browell si trasferisce al Blackpool, in Second Division, per un totale di 1100 sterline. Con il club riesce ad ottenere una promozione in First Division nel 1929. Dopo quattro anni decide di ritirarsi dal calcio professionistico e diventa allenatore-giocatore del Lytham, nella Lancashire Combination.

### Allenatore
Oltre a quella al Lytham, Browell ha avuto un'esperienza, durata solo una stagione (1933-1934), come tecnico del Morecambe, sempre in Lancashire Combination, che sotto la sua guida ha ottenuto scarsi risultati (18º posto su 20 in campionato).

## Palmarès

### Giocatore

#### Competizioni nazionali
- Campionato inglese di seconda divisione: 1

Blackpool: 1929-1930